# Кулисе (музичка група)
Кулисе је српска музичка група из Јагодине. Група је основана фебруара 2017. под називом Боб Рок, а јуна 2020. мења званично назив у Кулисе. Групу су основали певач и гитариста Давид Милошевић, гитариста и певач Душан Стошић и басиста Давид Стевановић.  

## Каријера

### Рани почеци (2016-2017)
Најранији почеци групе се јављају на јесен 2016. када студенти Факултета педагошких наука Давид Милошевић (вокал, гитара), Душан Стошић (гитара, вокал) и Иван Цветковић (кахон, вокал) формирају акустични састав под називом Пупка Трио. Група је под тим именом наступала неко време у бројним кафићима и пивницама у Јагодини где су свирали искључиво обраде страних и домаћих извођача. Убрзо им се на бас гитари придружује Давид Стевановић, а фебруара 2017. мењају име у Боб Рок. У то време настају демо снимци првих ауторских песама "Улични грув", "Фанкенштајн" и "Агент Алкохолик".

### Боб Рок (2017-2020)
Боб Рок прелази на искључиво електричну свирку и већ маја 2017. има свој први наступ у парку Факултета педагошких наука у Јагодини. Поставу су у том тренутку чинили Давид Милошевић (вокал, гитара), Душан Стошић (гитара, вокал), Давид Стевановић (бас гитара), Иван Цветковић (бубњеви) и Никола Симић "Лимун" (саксофон). Истог месеца снимају демо снимке за песме "Улични грув" и "Од бетона људи". Јуна 2017. група побеђује на кикиндској Мини Гитаријади и квалификује се за наступ на 51. Зајечарској гитаријади где осваја друго место по избору публике са песмом "Од бетона људи". Јула 2017. следи наступ на Демо фесту у Великој Плани, а 8. септембра исте године свира као предгрупа легендарној јагодинској рок групи Тач у хали МЗ "Пивара" у Јагодини. Октобра 2017. Иван Цветковић напушта бенд, а на место бубњара долази Чедомир Марјановић "Чедица", затим Александар Илић "Жујац", да би на крају Илија Новаковић осигурао место бубњара фебруара 2018. У том периоду се на клавијатурама придружује Јован Коцић. Са том поставом наступају у квалификационом делу Бунт Рок Фестивала у студију на Кошутњаку, али испадају већ у првом кругу. Марта 2018. група снима спот за нумеру "Улични грув", а априла за "Фанкенштајн" у продукцији Алтернативног Културног Центра у Јагодини. Октобра 2018. групу напуштa Илија Новаковић, а децембра исте Јован Коцић. На место бубњара долази Александар Живић. Маја 2019. група наступа на Мајској гитаријади у Љубичеву, а новембра. започиње са снимањем свог првог албума. Снимање траје до јуна месеца а бенд у међувремену званично мења име у Кулисе. Јануара 2020. група наступа на Фестовом Демо Фесту у Земуну и пласира се у полуфинале које је одржано марта. Изгласано је да улазе у финале, али се наступ никад није одржао услед пандемије Ковид-19 која је убрзо уследила.

### Кулисе (2020-данас)
Јуна 2020. група званично завршава снимање свог деби албума и одлучује да званично промени име у Кулисе.  27. јуна 2020 први пут наступају под тим именом у Алтернативном Културном Центру у Јагодини на претпромоцији албума. 18. јула 2020. избацују спот за песму "Гледао сам један филм" која је уједно и први сингл са албума. Наступају на Рокеријади у Петровцу септембра исте године где Александар Живић осваја награду у конкуренцији за најбољег бубњара. Коначно, након пар месеци отежаног рада и тражења издавача, група објављује свој албум првенац "Стрпљен-спашен" 25. јануара 2021. за издавачку кућу Менарт Србија. На албуму се налази 10 нумера. Јула 2023. су наступали на Wind Rock Фесту у Вршцу, а августа на Rock It Фестивалу у Крагујевцу. Од aприла 2024. званични бубњар бенда је Војислав Шћекић. 10. априла 2024. група je издала свој други студијски албум под називом "Мрље" и тренутно планира кратку промо турнеју.

## Чланови

### Кулисе:

#### Садашњи чланови:
- Давид Милошевић - вокал, гитара, клавијатуре (2016-данас)
- Душан Стошић - вокал, гитара (2016-данас)
- Давид Стевановић - бас гитара (2016-данас)
- Војислав Шћекић - бубањ, перкусије, вокал (2023) (2024-данас)

#### Некадашњи чланови:
- Иван Цветковић - бубањ, перкусије, вокал (2016-2017)
- Никола Симић - саксофон (2017)
- Чедомир Марјановић - бубањ, перкусије (2017, 2018-2020, 2023)
- Звонко Величковић - саксофон (2017-2018)
- Александар Илић - бубањ, перкусије (2017-2018) (преминуо 2018.)
- Илија Новаковић - бубањ, перкусије (2018-2020)
- Јован Коцић - клавијатуре (2018-2020)
- Александар Живић - бубањ, перкусије (2018-2021, 2022-2023)
- Петар Милутиновић - бубањ, перкусије (2021-2022, 2023)
- Вук Вучинић - бубањ, перкусије (2023-2024)

## Дискографија
Студијски албуми:
- Стрпљен-спашен (2021)[10]
- Мрље (2024)

Синглови:
- Гледао сам један филм (2020)
- Фокус (2021)
- Aгент Алкохолик (2023)

Као "Боб Рок":
- Улични грув -  демо (2017)

- Од бетона људи - демо (2017)

- Фанкенштајн - сингл (2018)